# 陈如茵
陈如茵（英語：Cheri Chan Yu-yan，1966年7月10日—），香港英語教育工作者、香港大學教育學院名譽助理教授、播報員、港鐵及其附屬或合資公司錄製廣播員。

## 生平
陈如茵生於香港，11歲起留學英國，能操流利地道的粵語及英語。1991年，自倫敦大學城市學院修畢社會學學士畢業。1999年，於基爾大學修畢學位教師教育證書課程（英語／社會學）。2005年，自曼徹斯特大學教育碩士（英語教學）畢業。2011年，自香港大學哲學博士畢業。
1990年代曾擔任香港電台青少年英語節目《Teen Time》主持。亦在1992年起為香港地鐵廣播系統錄音。（一說為1993至1998年主持《Teen Time》期間，聲線受到注意，獲邀為地鐵錄音；一說為1992年起已為地鐵錄音。）
陳如茵赴英國進修教育學位後回港，任教於香港大學教育學院，2013年曾獲該學院教學獎，後晉升至該學院名譽助理教授（截至2020年）。

## 配音作品
| 作品名稱                                                      | 营运公司     | 備註                     |
| 港铁所有车站及列车广播                                        | 港鐵公司     | 粤语、英语               |
| 北京地铁4号线（大兴线）、14号线、16号线、17号线车站及列车广播 | 京港地铁     | 英语                     |
| 杭州地铁1号线、5号线车站及列车广播                            | 杭港地铁     | 英语                     |
| 深圳地铁4号线、13号线车站及列车广播                           | 港铁（深圳） | 粤语、英语               |
| 高速鐵路西九龍站及港鐵動感號列車廣播                          | 港鐵         | 粤语(只限西九龍站)、英语 |

## 音樂作品
| 演唱者  | 專輯    | 歌名   | 備註 |
| Snowman | Snowman | 下一站 |      |